# Округ Радерфорд (Северна Каролина)
Радерфорд (енгл. Rutherford County) је округ у америчкој савезној држави Северна Каролина.

## Демографија
По попису из 2010. године број становника је 67.810, што је 4.911 (7,8%) становника више него 2000. године.
| Група             | 2000.          | 2010.          |
| Белци             | 53.957 (85,8%) | 57.054 (84,1%) |
| Афроамериканци    | 7.066 (11,2%)  | 6.854 (10,1%)  |
| Азијати           | 206 (0,3%)     | 296 (0,4%)     |
| Хиспаноамериканци | 1.136 (1,8%)   | 2.397 (3,5%)   |
| Укупно            | 62.899         | 67.810         |